# Bangalore-torpedo
En Bangalore-torpedo er en sprængladning, som er placeret i et eller flere rør. Den anvendes af pionerer til at fjerne forhindringer, som ellers skulle fjernes ved at de selv nærmede sig, muligvis under beskydning. 
Det er blevet beregnet af den moderne Bangalore-torpedo kan bruges til at rydde en passage gennem pigtråd eller miner, som er op til 15 meter lang og 1 meter bred.
Ifølge US Army FM 5-250 section 1-14, page 1-12 "b. Brug. Den primære brug af torpedoen er til at rydde passager gennem trådforhindringer og kraftig underskov. Den rydder en 3-4 meter bred passage gennem pigtrådsforhindringer."

## Overblik
Bangalore-torpedoen blev først udtænkt af kaptajn McClintock, fra British Indian Army enheden Madras Sappers and Miners i Bangalore i 1912. Han opfandt den som en metode til at sprænge lureminer og barrikader, som var blevet tilbage efter Boerkrigen og den Russisk-japanske krig. Bangalore-torpedoen kunne bringes til sprængning over en landmine uden at man behøvede at komme nærmere end omkring 3 meter. 
Bangalore-torpedoer fremstilles i dag af Mondial Defence Systems i Poole i Storbritannien, til de væbnede styrker i Storbritannien og USA. De er for nylig blevet brugt ved operationer i Afghanistan til at rydde fjendelige forsyningslagre i dybe hulesystemer.

## Under 1. Verdenskrig
Under 1. Verdenskrig blev Bangalore-torpedoen fortrinsvis brugt til at fjerne pigtråd inden et angreb. Den kunne bruges under beskydning fra en beskyttet stilling i en skyttegrav, Torpedoen var standardiseret, så den bestod af en række tilsyneladende ens 1,5 meter lange rør, hvoraf et af dem indeholdt en eksplosiv ladning. Rørene kunne skrues sammen i den ønskede længde.
Der kunne skrues en glat næse på enden for at undgå at den kom til at hænge fast. Den blev derefter skubbet frem fra en beskyttet stilling bragt til eksplosion hvorved den skabte et 1,5 meter bredt hul i pigtråden. Under slaget ved Cambrai (1917) brugte britiske ingeniørtropper dem som afledning fra hvor angrebet rent faktisk ville blive sat ind.

## Under 2. Verdenskrig
Bangalore-torpedoen blev senere indført i den amerikanske hær under 2. verdenskrig som "M1A1 Bangalore torpedo". Den fandt udstrakt brug, ikke mindst under invasionen i Normandiet. 
Bangalore-torpedoen blev anvendt under slaget ved Bardia den 3. januar 1941.
Bangalore-torpedoen var forældet i britiske styrker ved invasionen i Normandiet, hvor den var blevet erstattet af raketafskudte Congere og AVRE køretøjer, som var udstyret med en 18 kg tung eksplosiv ladning, som blev brugt til at rydde bunkere. 

## Udvikling efter 2. verdenskrig
Bangalore-torpedoen bruges stadig i en næsten uændret M1A2 version, fortrinsvis til at gennembryde pigtrådsforhindringer. Pionersoldater i de britiske, canadiske og amerikanske styrker har også været kendt for selv at lave tilsvarende feltudgaver af Bangalore-torpedoen ved at samle dele af metalhegnspæle og fylde plastisk sprængstof ind i dem. Det plastiske sprængstof bliver herefter antændt med sprængtråd og en detonator, og hegnspæle tapes eller snøres sammen, så man får en lang torpedo, som blive til shrapnel når den bliver sprængt. Denne metode giver resultater, som svarer til en standard Bangalore-torpedo, og kan samles i den ønskede længde med at tilføje hegnspæle.
Under Yom Kippur-krigen i 1973, brugte israelerne Bangalore-torpedoer til at rydde passager gennem syriske minefelter
Den nyeste udvikling af Bangalore-torpedoen er Bangalore Blade, en opdateret udgave, som laves at let aluminium og bruger eksplosivt dannet gennembruds teknologi til at gennembryde forhindringer, som den oprindelige Bangalore-torpedo ikke ville have kunnet klare. Ved en afprøvning, som blev vist på TV-programmet Future Weapons sprængte en Bangalore Blade et omkring 5 meter bredt hul i Concertinatråd, og lavede et hul, som var dybt nok til at sprænge næsten alle omkringliggende anti-personel miner. Bangalore Blade blev udviklet i Storbritannien af Alford Technologies og er tænkt til anvendelse i almindelige hærenheder og specialstyrker.

## Andre nylige rydnings systemer
Det amerikanske APOBS og det britiske RAMBS II riffelgranat system begynder at afløse Bangalore-torpedoen ved rydning af passager på grund af den lette anvendelse, effektivitet og fleksibilitet - de kan rydde en passage, som er flere gange længere end Bangalore-torpedoen.  

## Anvendelse i film
Et eksempel på bruges af Bangalore-torpedoen kan ses i stumfilmen Wings fra 1927, Breakthrough fra 1950, som foregår under 2. Verdenskrig, hvor den bruges til at rydde et minefelt. Saving Private Ryan, Den længste dag, Storming Juno og The Big Red One, alle film der foregår under 2. verdenskrig, og viser hvordan man brugte Bangalore-torpedoer til at fjerne forhindringer på D-dag. 

## Eksterne kilder
- Mondial Defence Systems - Fremstiller Bangalore-torpedoer Arkiveret 19. marts 2009 hos  Wayback Machine
- Bangalore Torpedoes Arkiveret 6. oktober 2012 hos  Wayback Machine February 1944 Popular Science artikel om 2. verdenskrig.
- Future Weapons: Bangalore Blade (video)